# Bedřich Šupčík
Bedřich Šupčík   (Trumau, 22 d'octubre de 1898 - Horosedly, 11 de juliol de 1957) va ser un gimnasta artístic txecoslovac que va competir durant la dècada de 1920.
El 1924 va prendre part en els Jocs Olímpics de París, on disputà les nou proves del programa de gimnàstica. Guanyà la medalla d'or en la competició d'escalada de corda i la de bronze en del concurs complet individual. Fou cinquè en la d'anelles, sisè en cavall amb arcs i novè en barres paral·leles com a resultats més destacats.
Quatre anys més tard, als Jocs d'Amsterdam, disputà les set proves del programa de gimnàstica. Guanyà la medalla de plata en el concurs complet per equips. En la resta de proves destaca la quarta posició en la prova de barres paral·leles i la sisena en la d'anelles, mentre en les altres finalitzà més enllà de la desena posició.